# Fiction Factory
Fiction Factory — шотландская группа новой волны из города Перт, образовавшаяся в 1983 году. Их дебютный сингл «(Feels Like) Heaven» вошёл в топ-10 чарта синглов Великобритании.

## История группы
До возникновения Fiction Factory Кевин Патерсон (вокал), Эдди Джордан (клавишные), Грэнт Тейлор (труба) и Чик Медли (гитара) были участниками скинхед-ска-группы The Rude Boys (позже название было сокращено до The RB’s). По просьбе представителей звукозаписывающей фирмы Columbia Records была создана новая концертирующая группа, в которую кроме перечисленных музыкантов также вошли Грэм Макгрегор (бас-гитара) и бывший участник Simple Minds Майк Оглитри (ударные инструменты и перкуссия). Сингл «(Feels Like) Heaven» попал в топ-10 Великобритании, ФРГ и Швейцарии, а также стал хитом на нью-вейв-радиостанциях США и Филиппин.
В 1987 году, через два года после выхода второго альбома, коллектив прекратил существование. Паттерсон и Джордан объединились ненадолго в 2007 году и исполнили свой самый известный хит. Медли продолжил карьеру в группе этнической музыки Mouth Music .

## Дискография

### Студийные альбомы
- Throw the Warped Wheel Out (1984)
- Another Story  (1985)

### Синглы
Из Throw the Warped Wheel Out
- "(Feels Like) Heaven" (1983) —  No. 6[4]
- "Ghost of Love" (1984) — UK No. 64
- "All or Nothing" (1984)

Из Another Story
- "Time Is Right" (1985)
- "Not The Only One" (1985)
- "No Time" (1985)